# Liste von Burgen und Schlössern in Tschechien
Diese Liste führt Burgen und Schlösser in Tschechien auf. Die Liste erhebt keinen Anspruch auf Vollständigkeit. In Tschechien sind etwa 2000 Burgen und Schlösser erhalten geblieben.

## Übersicht
Die Übersicht gliedert sich in 7 Listen für die folgenden Gebiete in Tschechien:
- Liste von Burgen und Schlössern in Mittelböhmen für die Mittelböhmische Region und die Hauptstadt Prag
- Liste von Burgen und Schlössern in Nordböhmen für die Aussiger Region und die Reichenberger Region
- Liste von Burgen und Schlössern in Ostböhmen für die Königgrätzer Region und die Pardubitzer Region
- Liste von Burgen und Schlössern in Südböhmen für die Südböhmische Region und die Region Hochland
- Liste von Burgen und Schlössern in Westböhmen für die Karlsbader Region und die Pilsener Region
- Liste von Burgen und Schlössern in Nordmähren für die Mährisch-Schlesische Region und die Olmützer Region
- Liste von Burgen und Schlössern in Südmähren für die Südmährische Region und die Zliner Region